# Simbolički stupnjevi
Simbolički stupnjevi su osnovni stupnjevi u slobodnom zidarstvu koji se rade u masonskoj loži. Tri su osnovna stupnja, i to: učenik, pomoćnik i majstor. To su stupnjevi Ivanovske lože, odnosno lože Sv. Ivana, kao i stupnjevi plave lože.
U simboličkim stupnjevima, rad u loži uključuje moralnu i duhovnu samospoznaju, pri čemu je ključna metoda takozvani rad u hramu. Slobodni zidari koriste simbolički jezik kako bi opisali izgradnju hrama čovječnosti. U svakom stupnju, u skladu sa simbolikom slobodnozidarskog rada, članovi rade na izvođenju odgovarajućih rituala za svaki stupanj, uključujući i više razine spoznaje. Ovi simbolički stupnjevi, koji su posuđeni iz zidarske tradicije, predstavljaju unutarnje faze razvoja koje slobodni zidar prolazi tijekom svog života u slobodnom zidarstvu. Svaki stupanj donosi novu inicijaciju kroz različite legende i simbolične radnje, koje pomažu članovima da iskuse i razumiju etičke vrijednosti. Ceremonije su fascinantne i transformativne te predstavljaju jedinstveno iskustvo u modernom životu. Stupnjevi su integralni dio cjeloživotnog slobodnozidarskog putovanja prema postajanju najboljom verzijom sebe i jačanju bratstva među članovima.
Svi drugi dodatni stupnjevi, koji se općenito smatraju dopunama stupnju majstora, se rade u neovisnim tijelima i redovima.

## Tri osnovna stupnja
Tri osnovna, simbolička, stupnja u slobodnom zidarstvu su: učenik, pomoćnik i majstor.

### Prvi stupanj – učenik
Učenik, negdje i šegrt, (eng. Entered Apprentice; njem. Lehrling; fran. Apprenti) prvi je od tri osnovna stupnja plave Ivanovske lože. Ovaj stupanj prvenstveno se bavi samospoznajom i istražuje kako se simbolički nesavršeni kamen može pretvoriti u fino obrađeni kamen. Slobodni zidar na ovom stupnju uči prepoznati vlastite slabosti i shvaća da mu je potrebna podrška zajednice. Istodobno, on dragovoljno pomaže onima kojima je potrebna njegova pomoć. Ako je dobro upućen, njegova je dužnost uvijek preispitivati kako bi razumio značenje iza uputa, umjesto da ih slijepo prihvaća, što bi moglo dovesti do ozbiljnih pogrešaka u budućnosti.
U kršćanskoj masoneriji, ovaj stupanj također ima unutarnji fokus. Naglasak je na prepoznavanju vlastitog "djetinjstva s Bogom" i osvješćivanju božanske iskre prisutne u svakom čovjeku. U obzir se uzimaju elementi kršćanskog misticizma, poput učenja Meistera Eckharta. Krilatica stupnja je "Gledaj u sebe". Ovo transcendentno znanje prenosi se simbolizmom koristeći tehničke izraze. Kao učenik potrebno je upoznati materijale i alate s kojima ćete kasnije raditi. Radni alati učenika su drveni metar od 24 palca, obični čekić i sjekač.
Ritualna igra uloga koristi se za prenošenje sadržaja. U stalnoj i uvijek istoj interakciji između dužnosnika u loži, simboli i alegorije prikazuju se u kontekstu fiktivne radionice koja gradi hram. Članovi bi trebali dopustiti da ti simboli utječu na njihovo unutarnje biće, stimulirajući tako njihov karakter i mentalni razvoj.

### Drugi stupanj – pomoćnik
Pomoćnik, negdje i kalfa, (eng. Fellow Craft; njem. Geselle; fran. Compagnon) drugi je od tri osnovna stupnja plave Ivanovske lože. Služi za treniranje strpljenja i promišljanje o vlastitom ponašanju u zajednici. Pomoćnik putuje, posjećuje različite lože u svojoj okolici ili gdje god ga privatno ili poslovno obveze odvedu, pritom upoznajući nove aspekte života i njihovu prolaznost, što ostavlja trajan dojam. U različitim masonskim sustavima, ovaj stupanj uključuje intenzivno proučavanje sedam slobodnih umijeća. Svojim novostečenim umijećima, pomoćnik podržava svoje bližnje i tako se obrađeni kamen polako uklapa u zajedničku simboličku strukturu čovječanstva. Radni alati pomoćnika su kutnik, libela i visak.
Uz obrtničku tradiciju, u kršćanskoj masoneriji naglašava se važnost akcije i reakcije. Krilatica stupnja je "Gledaj oko sebe". Svi ljudi i priroda usko su povezani, a nijedno djelovanje nije izolirano. Visoka odgovornost koja je čovjeku dana u kršćanskom smislu proteže se na sve aspekte postojanja. Svaka akcija ima svoju posljedicu, stoga svaka odluka i postupak trebaju biti što kvalitetniji i usmjereni na dobrobit svih.

### Treći stupanj – majstor
Majstor (eng. Master Mason; njem. Meister; fran. Maître) treći je i posljednji stupanj plave Ivanovske lože. Stupanj, kroz legendu o Hiramu Abifu, naglašava prolaznost života i podsjeća na važnost prenošenja stečenog znanja i iskustva na sljedeće generacije koje će nastaviti rad. Majstor pruža strukturu ovom zadatku podržavajući bližnje u pronalaženju vlastitog mjesta u zajedničkoj radionici, prilagođenoj njihovim individualnim snagama. Obred se premješta iz fiktivne radionice koja gradi hram na simboličko gradilište Salomonova hrama. Salomonov hram idealno predstavlja "hram čovječanstva" i u kršćanskoj masoneriji ima poveznicu s biblijskom građevinom. Radni alati majstora su zidarsko uže, olovka i šestar. Članovi u stupnju majstora mogu se uključiti u razne redove i dodatna tijela te nastaviti napredovati kroz visoke stupnjeve.
U kršćanskom slobodnom zidarstvu primjenjuje se krilatica "Gledaj dalje od sebe". Svijest o vlastitoj prolaznosti neminovno vodi do promišljanja o onome što slijedi. Kršćansko slobodno zidarstvo se ovdje ne bavi vlastitom teologijom, već se usredotočuje na božansko, prepuštajući teološke dizajne crkvama. Simbolika jasno prikazuje kraj svjetovnog života. Nažalost, ovu simboliku smrti nacistička propaganda često je iskrivljavala, pretvarajući hramove u male horor sobe s kosturima, lubanjama i lijesovima. Mnoge apsurdne glasine o slobodnom zidarstvu temelje se na ovom iskrivljenom prikazu.

## Obredi
Slobodnozidarski obred predstavlja koherentan skup rituala, simbolike i praksi koji čine temelj masonskog ceremonijala. Među različitim obredima koji se prakticiraju u ložama, postoje oni koji obuhvaćaju rituale samo za prva tri stupnja slobodnog zidarstva. Ovi osnovni obredi uključuju:
- Emulacijski obred, povijesni obred Ujedinjene velike lože Engleske;
- Kvapilov obred, izvorni obred Velike lože Češke;
- Schröderov obred, izvorni obred Velike lože drevnih i prihvaćenih slobodnih zidara Njemačke;
- Standardni škotski obred, povijesni obred Velike lože Škotske;
- Talijanski simbolički obred, povijesni obred Velikog orijenta Italije;
- Turski obred, primarni i jedini obred Velike lože Turske.